# Grimmared
Grimmared är kyrkbyn i Grimmareds socken i Varbergs kommun i Hallands län i Västergötland. Avståndet från Varberg är cirka 20 kilometer via Lindberg–Stamnared och något längre via Derome–Sällstorp. 
Grimmareds kyrkas torn är på fyra sidor dekorerat med Västergötlands landskapsvapen.